# Ligue Professionnelle 1 (Algerien) 2023/24
Die Ligue Professionnelle 1 2023/24 war die 62. Saison der höchsten algerischen Spielklasse im Fußball. Organisiert wurde die Liga von der Fédération Algérienne de Football. Die Saison startete am 15. September 2023 und endete am 14. Juni 2024. Es nahmen 16 Mannschaften an dem Wettbewerb teil. Titelverteidiger war der CR Belouizdad.

## Teilnehmende Mannschaften
| Mannschaft     | Standort    | Stadion                                                 | Kapazität     |
| -------------- | ----------- | ------------------------------------------------------- | ------------- |
| ASO Chlef      | Ech Cheliff | Mohamed Boumezrag Stadium                               | 18.000        |
| CR Belouizdad  | Algier      | 20 August 1955 Stadion Stade 5 Juillet 1962             | 10.000 75.000 |
| CS Constantine | Constantine | Ramadane Ben Abdelmalek Stadion Chahid-Hamlaoui-Stadion | 13.000 22.968 |
| ES Ben Aknoun  | Algier      | 20 August 1955 Stadion                                  | 10.000        |
| ES Sétif       | Sétif       | Stade du 8 Mai 1945                                     | 25.000        |
| JS Kabylie     | Tizi Ouzou  | Stadion 1. November 1954 (Tizi-Ouzou)                   | 20.000        |
| JS Saoura      | Bechar      | 20. August 1955 Stadion (Béchar)                        | 20.000        |
| MC Alger       | Algier      | Omar Benrabah Stadium Stade 5 Juillet 1962              | 8.000 75.000  |
| MC El Bayadh   | El Bayadh   | Zakaria Medjdoub Stadion                                | 15.000        |
| MC Oran        | Oran        | Ahmed Zabana Stadion Miloud-Hadefi-Stadion              | 40.000 40.143 |
| NC Magra       | Magra       | Boucheligue Brothers Stadion                            | 8.000         |
| Paradou AC     | Algier      | Omar Benrabah Stadion                                   | 8.000         |
| US Biskra      | Biskra      | 18. February Stadion                                    | 24.000        |
| USM Algier     | Algier      | Omar Benrabah Stadion Stade 5 Juillet 1962              | 8.000 64.000  |
| USM Khenchela  | Khenchela   | Amar Hamam Stadion                                      | 8.000         |
| US Souf        | El Oued     | 1 November 1954 Stadium (El Oued)                       | 7.200         |

## Abschlusstabelle
Stand:Saisonende 2023/24
| Pl. | Verein            | Sp. | S  | U  | N  | Tore    | Diff. | Punkte |
| --- | ----------------- | --- | -- | -- | -- | ------- | ----- | ------ |
| 1.  | MC Alger          | 30  | 19 | 8  | 3  | 055:200 | +35   | 65     |
| 2.  | CR Belouizdad (M) | 30  | 15 | 8  | 7  | 037:200 | +17   | 53     |
| 3.  | CS Constantine    | 30  | 15 | 8  | 7  | 046:300 | +16   | 53     |
| 4.  | USM Algier        | 30  | 15 | 4  | 11 | 040:320 | +8    | 49     |
| 5.  | ES Sétif          | 30  | 14 | 6  | 10 | 037:370 | ±0    | 48     |
| 6.  | Paradou AC        | 30  | 11 | 9  | 10 | 036:220 | +14   | 42     |
| 7.  | JS Kabylie        | 30  | 10 | 12 | 8  | 033:270 | +6    | 42     |
| 8.  | ASO Chlef         | 30  | 11 | 8  | 11 | 041:400 | +1    | 41     |
| 9.  | JS Saoura         | 30  | 11 | 7  | 12 | 034:370 | −3    | 40     |
| 10. | USM Khenchela     | 30  | 11 | 6  | 13 | 033:390 | −6    | 39     |
| 11. | NC Magra          | 30  | 9  | 11 | 10 | 030:320 | −2    | 38     |
| 12. | MC El Bayadh      | 30  | 10 | 8  | 12 | 029:300 | −1    | 38     |
| 13. | US Biskra         | 30  | 9  | 9  | 12 | 025:340 | −9    | 36     |
| 14. | MC Oran           | 30  | 9  | 9  | 12 | 026:330 | −7    | 36     |
| 15. | ES Ben Aknoun (N) | 30  | 8  | 8  | 14 | 032:370 | −5    | 32     |
| 16. | US Souf (N)       | 30  | 2  | 1  | 27 | 022:860 | −64   | 07     |

| Zum Saisonende 2023/24: |
| Algerischer Meister und Teilnahme an der CAF Champions League Teilnahme an der CAF Champions League Teilnahme am CAF Confederation Cup Abstieg in die zweite Liga |

| Zum Saisonende 2022/23: |                                                         |
| (M)                     | Amtierender Meister: CR Belouizdad                      |
| (N)                     | Aufsteiger aus der zweiten Liga: ES Ben Aknoun, US Souf |

## Torschützenliste
Stand: Saisonende 2023/24
| Platz | Spieler                 | Mannschaft                            | Tore sheets |
| ----- | ----------------------- | ------------------------------------- | ----------- |
| 1.    | Ismail Belkacemi        | USM Algier                            | 14          |
| 1.    | Youcef Belaïli          | MC Alger                              | 14          |
| 3.    | Brahim Dib              | CS Constantine                        | 12          |
| 3.    | Yawo Agbagno            | ASO Chlef                             | 12          |
| 5.    | Zakaria Naidji          | MC Alger                              | 11          |
| 6.    | Aimen Abdelaziz Lahmeri | ES Sétif                              | 10          |
| 6.    | Leonel Wamba            | CR Belouizdad                         | 10          |
| 6.    | Hamza Demane            | NC Magra                              | 10          |
| 9.    | Adil Boulbina           | Paradou AC                            | 9           |
| 9.    | Tosin Omoyele           | USM Khenchela                         | 9           |
| 9.    | Kheiredine Merzougui    | MC Alger                              | 9           |
| 9.    | Djilani Hadj Saad       | US Souf                               | 9           |
| 13.   | Kamel Belmiloud         | MC El Bayadh                          | 8           |
| 13.   | Soufiane Bayazid        | MC Alger                              | 8           |
| 13.   | Mohamed Souibaa         | JS Saoura (6 Tore) ASO Chlef (2 Tore) | 8           |
| 13.   | Redouane Berkane        | JS Kabylie                            | 8           |
| 17.   | Yacine Titraoui         | Paradou AC                            | 7           |
| 17.   | Abderrahmane Hachoud    | ES Ben Aknoun                         | 7           |
| 17.   | Abderrahmane Meziane    | CR Belouizdad                         | 7           |
| 17.   | Abdouel ali Hadji       | ES Ben Aknoun                         | 7           |